# Organza
Als Organza bezeichnet man ein sehr transparentes und schillerndes Gewebe. 
Er wird aus Filamentgarnen wie Organsinseide, aber auch synthetischen Fasern hergestellt, die leinwandbindig verwoben werden. Das Gewebe ähnelt dem Organdy.
Aufgrund seiner Feinheit neigt der Organza zum Knittern und kann leicht beschädigt werden. Fadenverschiebungen fallen auf der glatten Oberfläche sofort auf.